# شريط فيروزي
في عام 2009 تم استخدام شريط الاحتفال لأول مرة، وقد تم اعتماد الوشاح ذو اللون أخضر البحر أو الأخضر المزرق (بالإنجليزية: sea green). حيث يرتبط اللون الأزرق بشكل تقليدي بالهدوء بينما «الأخضر» يمثل الحرية والعدالة. تم المزج بين اللونين لإظهار العلاقة بين «السلام» و«الحرية» من أجل دعم المجتمع للمصابين بالتأتأة في سبيل حصولهم على أناس يفهمون ويتبادلون تجاربهم.
وتستخدم لتمثيل:
- تعوضيات الأمريكيون الأصليون في الولايات المتحدة[1]
- مجموعات التعافي من إدمان المخدرات[1][2]
- سرطان العظم[2]
- فتق الحجاب الحاجز الخلقي (CDH)[1][2]
- خلل الوظائف المستقلة[2]
- متلازمة المثانة المؤلمة[1][2]
- وذمة لمفية[2]
- سرطانة الخلية الكلوية[2]
- متلازمة توريت[3]